# Interstizio renale
Si definisce interstizio renale il tessuto connettivo lasso presente nel rene, che occupa gli spazi compresi fra i corpuscoli renali, i tubuli e i vasi sanguigni. Scarso nella corticale, esso aumenta progressivamente in quantità procedendo nella zona midollare, particolarmente in prossimità delle papille.

## Struttura e funzione
Come tutti i tessuti connettivi, anche l'interstizio renale è formato da una componente cellulare e da una extracellulare. La matrice extracellulare è costituita a sua volta da una sostanza amorfa, gelatinosa, ricca di glicosaminoglicani come acido ialuronico, eparansolfato, dermatansolfato e condroitinsolfato, e da un reticolo di fibrille collagene di tipo I, III e VI.
Il tipo di cellule contenute, invece, varia a seconda della zona renale considerata. Nella corticale e nella midollare esterna predominano le cellule di tipo I, ossia fibroblasti (principali responsabili della fibrosi che fa seguito ad uno stimolo infiammatorio). Meno numerose sono le cellule di tipo II: cellule mononuclate, derivate dai macrofagi, con proprietà immunologiche (presentazione dell'antigene), fagocitiche e pro-infiammatorie, mediante la produzione di citochine.
L'interstizio della midollare interna, invece, è caratterizzata dalla presenza di periciti in contatto con le membrane basali dei Vasa recta renali e di cellule specializzate, ricche di lipidi, coinvolte, secondo alcuni autori, nella produzione di prostaglandine e di glicosaminoglicani che formano la matrice. Entrambi i tipi di cellula deriverebbero dalle cellule di tipo I.
La funzione dell'interstizio è quella di permettere il riassorbimento di acqua e soluti dal lume del tubulo renale.
In particolare, a livello dell'ansa di Henle, l'osmolaritá crescente dell'interstizio, che passa da circa 300 mOsm/Kgacqua dal confine corticale a circa 1200 mOsm/Kgacqua  nella zona profonda della midollare(gradiente creato e mantenuto dal meccanismo della moltiplicazione osmotica controcorrente), permette al rene di disaccoppiare il riassorbimento dei soluti dal riassorbimento idrico (processo altrimenti termodinamicamente dispendiosissimo), potendo così regolare finemente l'osmolalitá e il volume dei comparti idrici dell'organismo (innanzitutto quello extracellulare, con ovvie influenze su quello intracellulare).
Va notato che i valori osmolari sopra riportati valgono unicamente per la specie umana e quelle ad esso affini, in quanto in alcuni piccoli roditori delle zone desertiche sono stati riscontrati valori osmolari midollari di 5000 mOsm/Kgacqua (una ovvia risposta dell'evoluzione alla necessità di preservare al meglio le proprie riserve idriche).